# Sinuslift
Sinuslift bezeichnet eine spezielle Operationsmethode der Kieferchirurgie, mit der der knöcherne Boden der Kieferhöhle (Sinus maxillaris) verdickt wird. Der Sinuslift ist eines von mehreren Verfahren zum Kieferaufbau.

## Anatomie
Die Kieferhöhle wird nach innen durch die trennende Knochenwand zur Nasenhöhle, zur Seite nach außen durch die Knochenwand der Wange und der Jochbeinwurzel begrenzt. Nach oben trennt eine dünne Knochendecke die große Kieferhöhle von der Augenhöhle, deren Boden sie bildet. Nach unten schließlich beherbergt der sogenannte Sinusboden die Zahnwurzeln der kleinen (Prämolaren) und großen (Molaren) Backenzähne. Er stellt auf diese Weise die knöcherne Trennung der Kieferhöhle von der Mundhöhle dar.
Nach Entfernung (Extraktion) eines oder aller Backenzähne ist zu beobachten, dass die Dicke des Sinusbodens durch Verschwinden (Atrophie) des Knochens mehr oder weniger deutlich abnimmt. Der Grund für diese Atrophie wird übereinstimmend in der fehlenden internen Kaukraftbelastung des Knochens gesehen. Aber auch Aspekte der Ernährung dieser Knochenschicht durch die Zähne spielen daneben eine Rolle. Hierbei ist zu sehen, dass sich der lebende Zahn in einer gegenseitigen Ernährungsdynamik mit dem ihn tragenden Knochen befindet.
Sind alle Backenzähne entfernt und auf der Mundseite durch eine dort befindliche auf dem Zahnfleisch aufliegende Zahnprothese ersetzt, so bewirkt der Kaudruck der Prothese auf den Sinusboden einen zusätzlichen Knochenschwund. Nach Jahren atrophiert auf diese Weise allmählich die Knochenschicht des Sinusbodens sehr oft zu einer dünnen Lamelle von mitunter lediglich 1 mm Dicke oder sogar darunter.

## Bedeutung für die Verwendung von Zahnimplantaten

Panoramaröntgenaufnahmen vor und nach einem Sinuslift im linken Oberkiefer

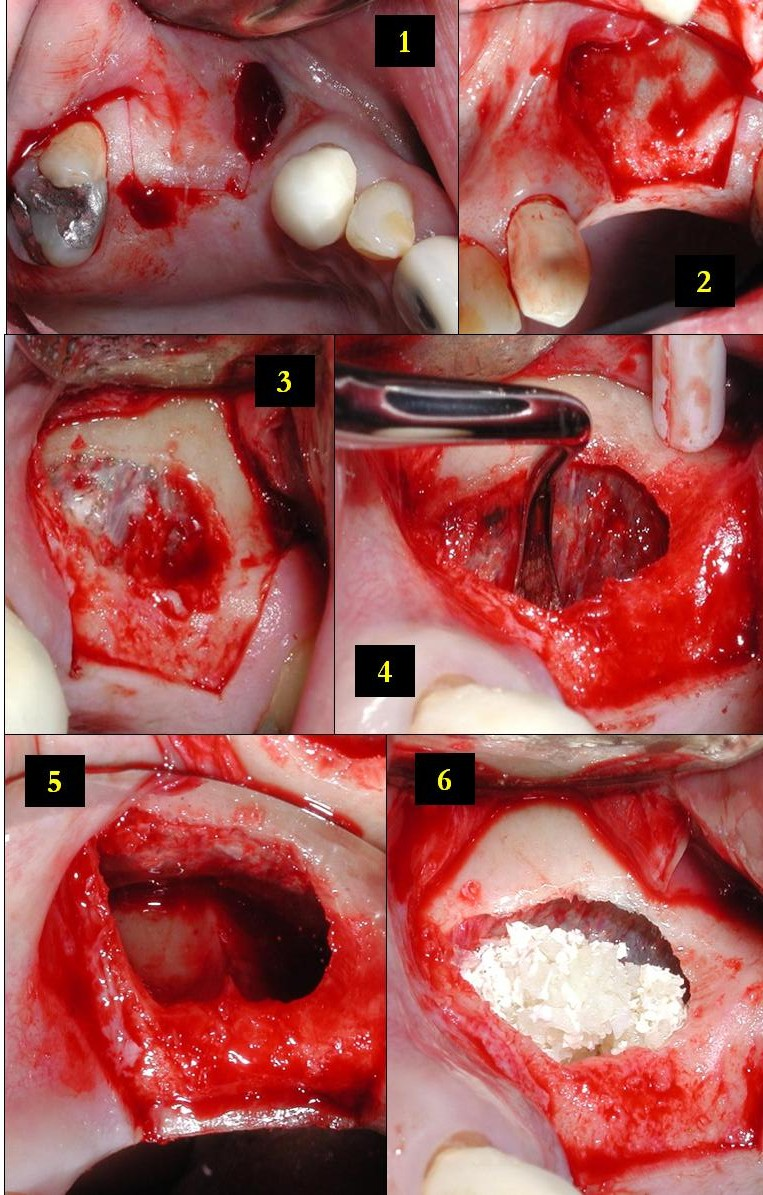
Sinuslift: Fensterung der Kieferhöhle (3), Präparieren der Schneider-Membran (4), Auffüllen mit Knochenersatzmaterial (6)

Ohne die Sinuslift-Operation ließe sich ein großer Teil aller implantologischen Eingriffe im Oberkiefer bei Verwendung von zylindrischen Implantaten überhaupt nicht mit zuverlässigen und akzeptablen Erfolgsaussichten durchführen, weil das vorgefundene Knochenangebot wegen der durchweg üblichen zu späten Versorgung so gering ist, dass selbst kleine und kurze Implantate keinen ausreichenden Halt finden.
Es liegt auf der Hand, dass eine dünne Knochenschicht nicht dick genug ist, um einen zylindrisch geformten Implantatkörper mit allseitig überschüssigem Knochen aufzunehmen. Ein überwiegender Teil dieses Implantats würde in der luftgefüllten Kieferhöhle zu stehen kommen, während die dünne Knochenschicht dem Implantat nicht den erforderlichen Halt verleihen kann. Die Sinusliftoperation hat zum Ziel, die Knochenschicht des Sinusbodens zu verdicken, wobei auf die unten beschriebene Weise die Innenseite der Kieferhöhlenschleimhaut angehoben wird (engl.: lifting). Dieser Vorgang gab der Operationsmethode den Namen. Sie wurde Mitte der 1970er Jahre erstmals durch den amerikanischen Zahnarzt und Implantologen Hilt Tatum durchgeführt, im April 1977 von ihm veröffentlicht und gilt heute als Standardverfahren im Bereich der Implantatchirurgie der zahnärztlichen Implantologie.

## Chirurgisches Verfahren
Man unterscheidet grundsätzlich vier Verfahren zur Verdickung der Knochenschicht des Kieferhöhlenbodens:
1. direkter Sinuslift (Sinusbodenelevation und Augmentation)
2. indirekter Sinuslift
3. indirekter Sinuslift nach R.M. Frey
4. Transkrestale Antro Membrano Plastie (Ballonverfahren)

Das Problem bei allen Verfahren ist die initiale Stabilität des Implantates.
Daher ist die Höhe und die Härte des Kieferknochens im Oberkieferseitenzahnbereich das einzige Kriterium, ob während der Sinuslift-Operation ein Implantat gesetzt werden kann. Kann die initiale Stabilität nicht gewährleistet werden, dann sollte das Setzen des Implantates nach einer Einheilzeit des neuen Knochens erfolgen.

### Direkter Sinuslift (nach O. Hilt Tatum)

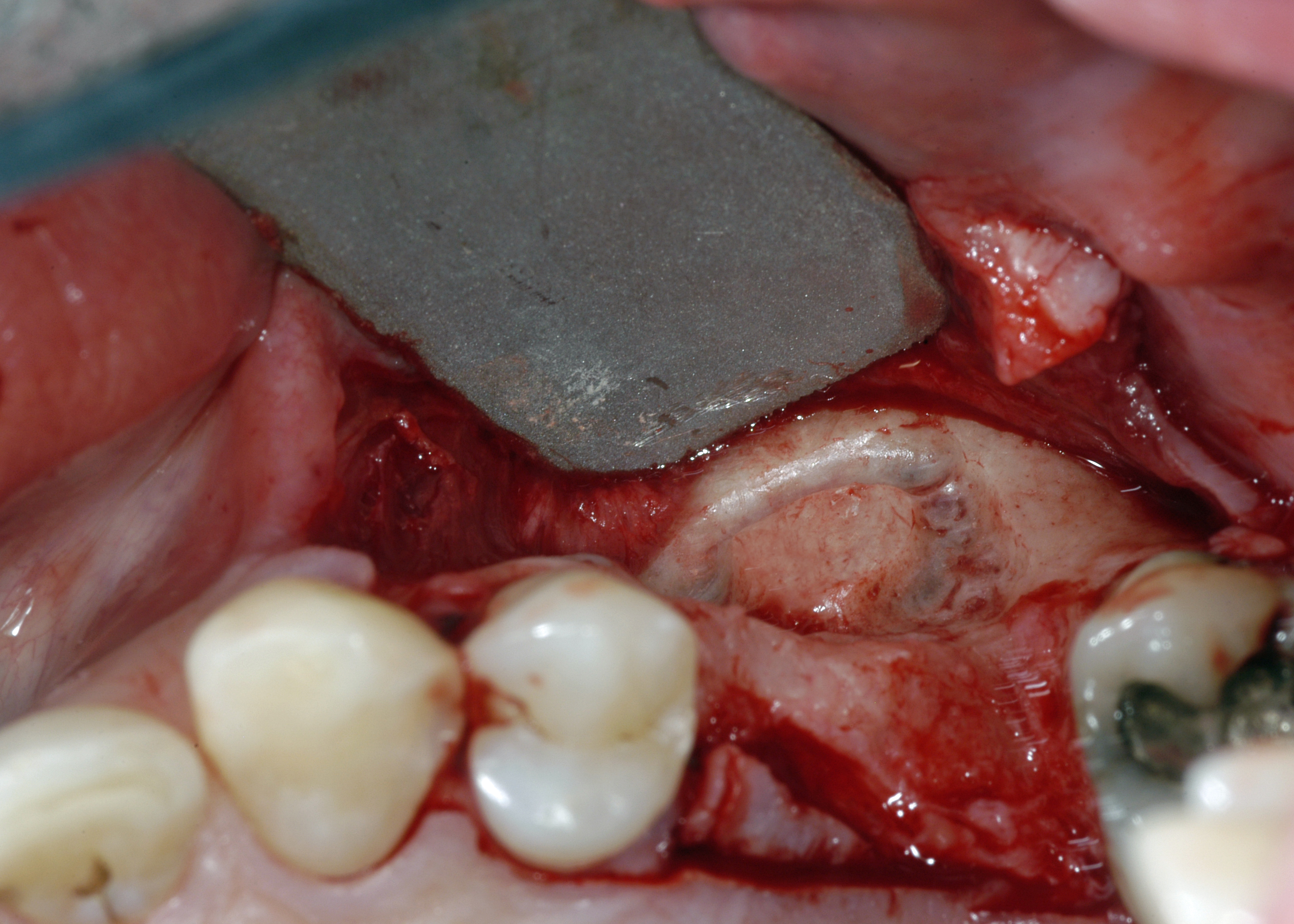
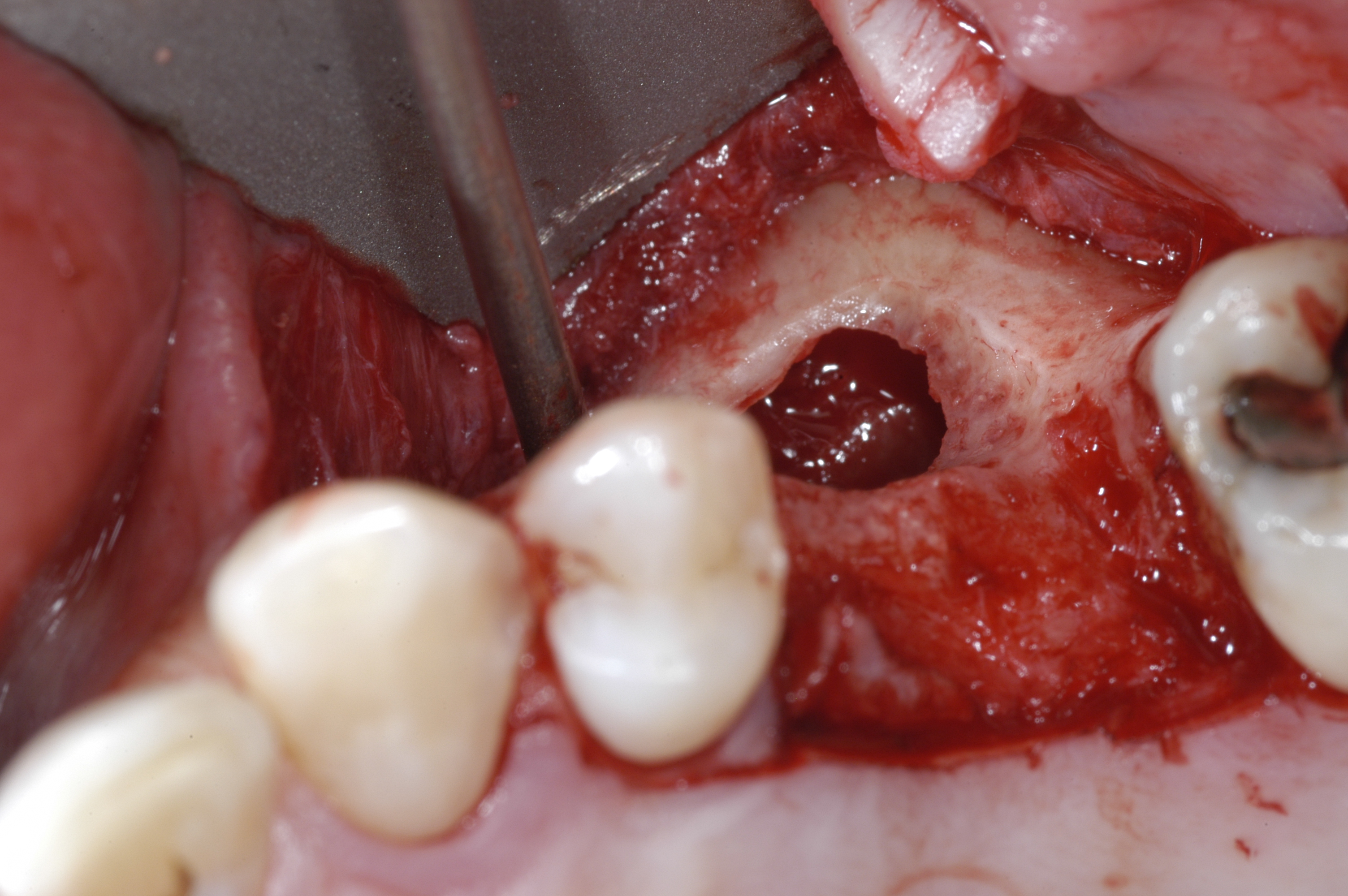
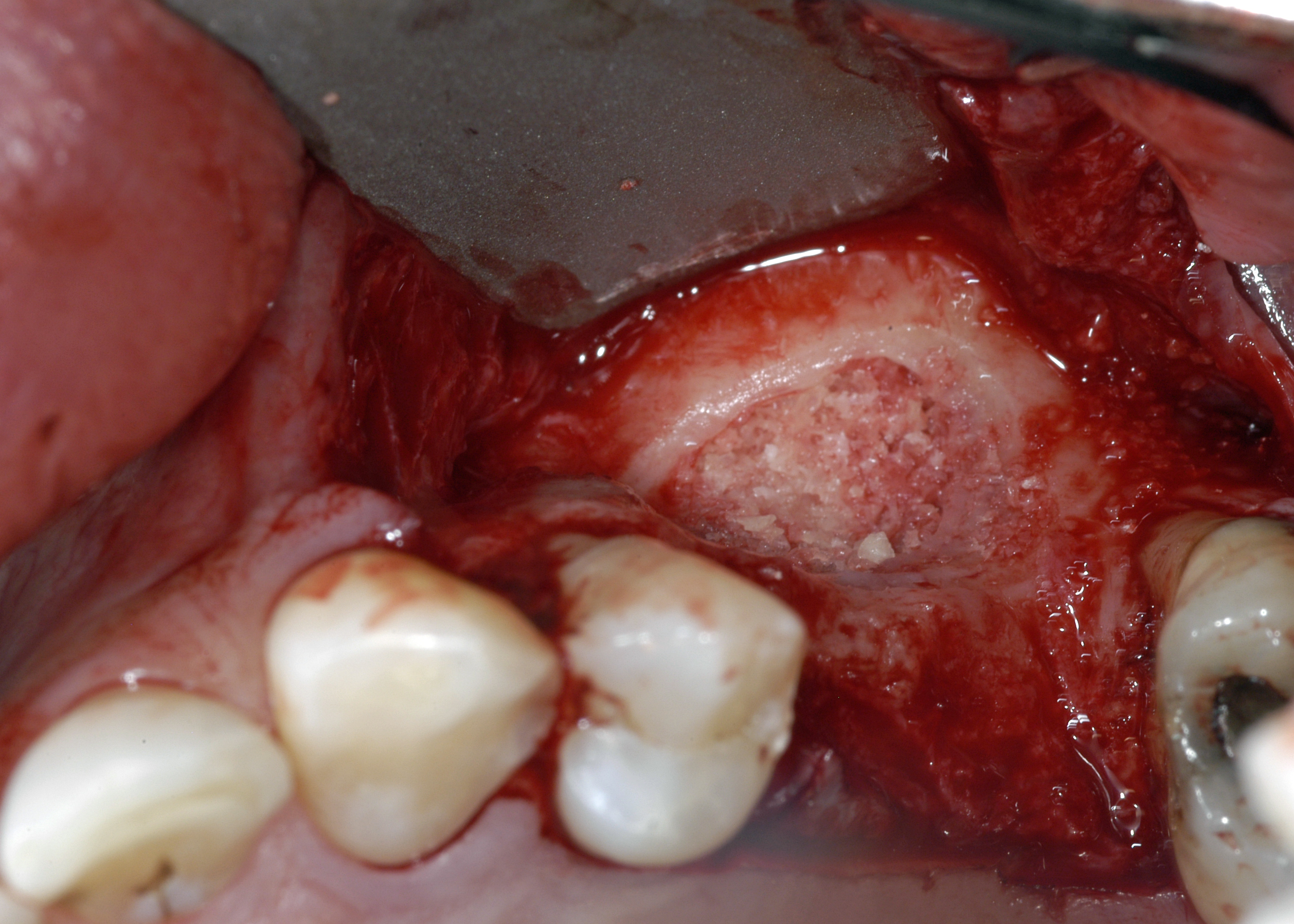
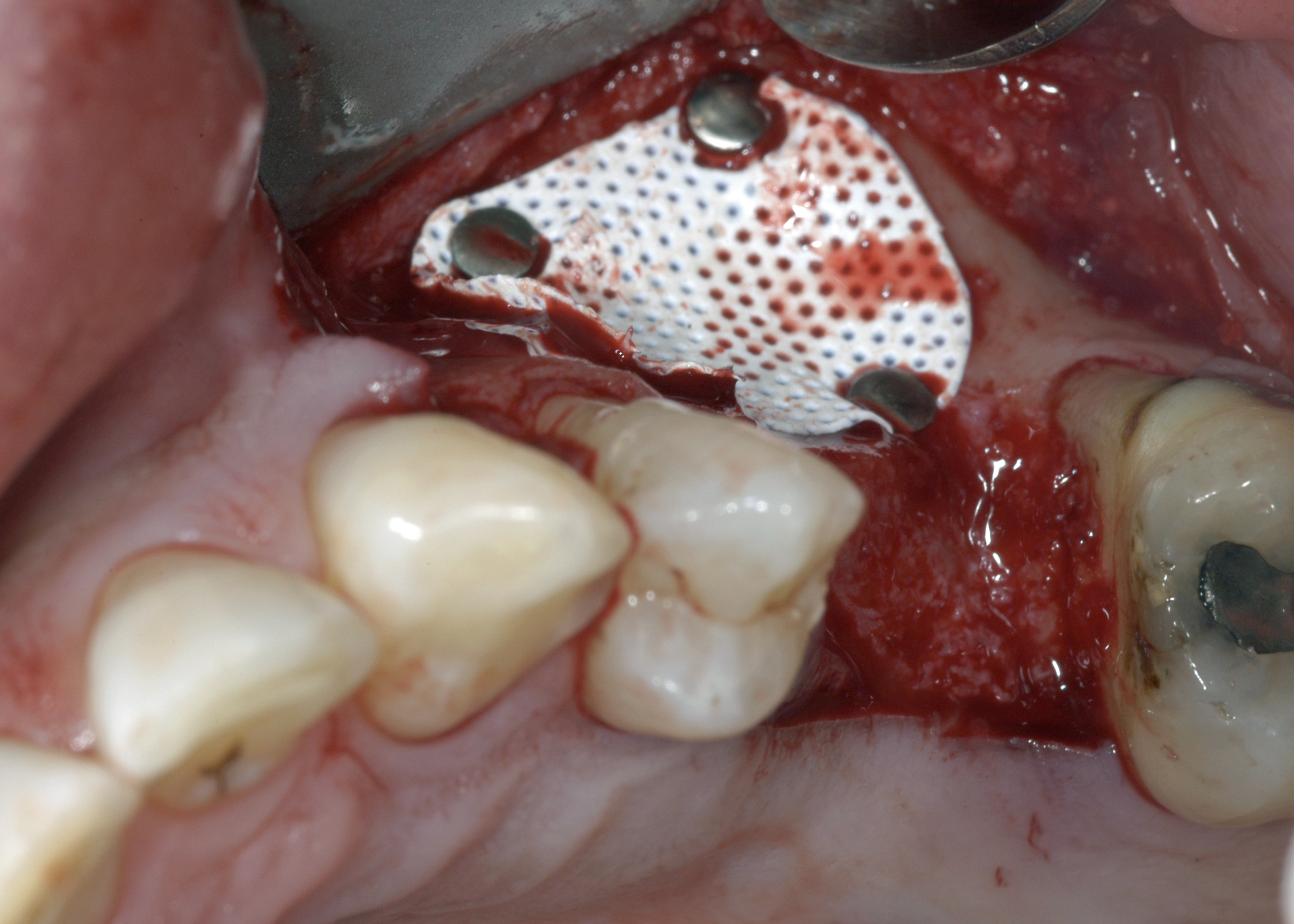
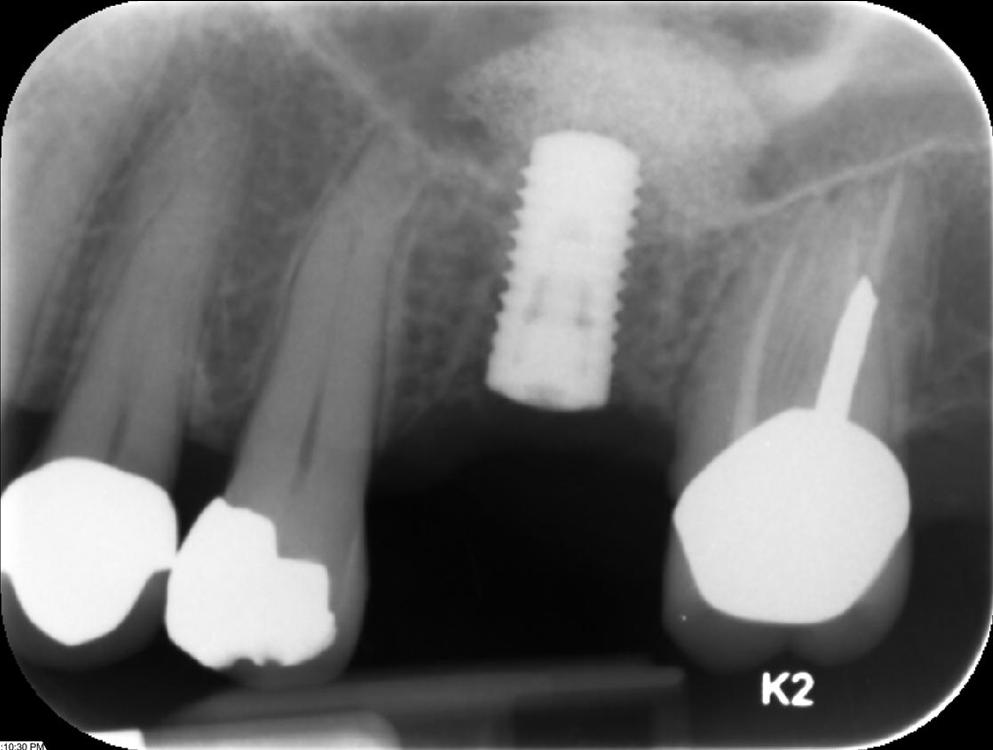

Nach Freilegen der seitlichen Kieferhöhlenwand durch Abklappen des Zahnfleisches wird die dünne seitliche Kieferhöhlenwand in einem ca. 1–2 cm² großen Bezirk durch eine umlaufende Linie mit einem kugelförmigen Diamantbohrer geschwächt, sodass sie sich wie bei einer Eierschale eindrücken lässt. Weiter wird dann der entstandene Deckel zusammen mit der auf der Innenseite anhaftenden Innenauskleidung der Kieferhöhle (Schneider-Membran) nach innen-oben hochgeklappt („lifting“), sodass ein mehr oder weniger großer Hohlraum entsteht. In diesen Hohlraum werden dann oft Knochenchips aus Eigen- oder Fremdknochen (Rind, Schwein, Mensch) oder synthetisches Knochenersatzmaterial eingebracht. In den folgenden Monaten bis Jahren wird dieses Material biochemisch (meist hydrolytisch) abgebaut, resorbiert und durch neu einwachsenden Knochen ersetzt („replace resorption“, Axel Wirthmann), sodass insgesamt eine knöcherne Verdickung des Kieferhöhlenbodens resultiert. In diese dann verdickte Knochenschicht wird in einem 2. Operationsschritt das oder die gewünschten Implantate eingesetzt.

### Möglicher Ablauf eines externen Sinusliftes mit Implantation in Regio 26

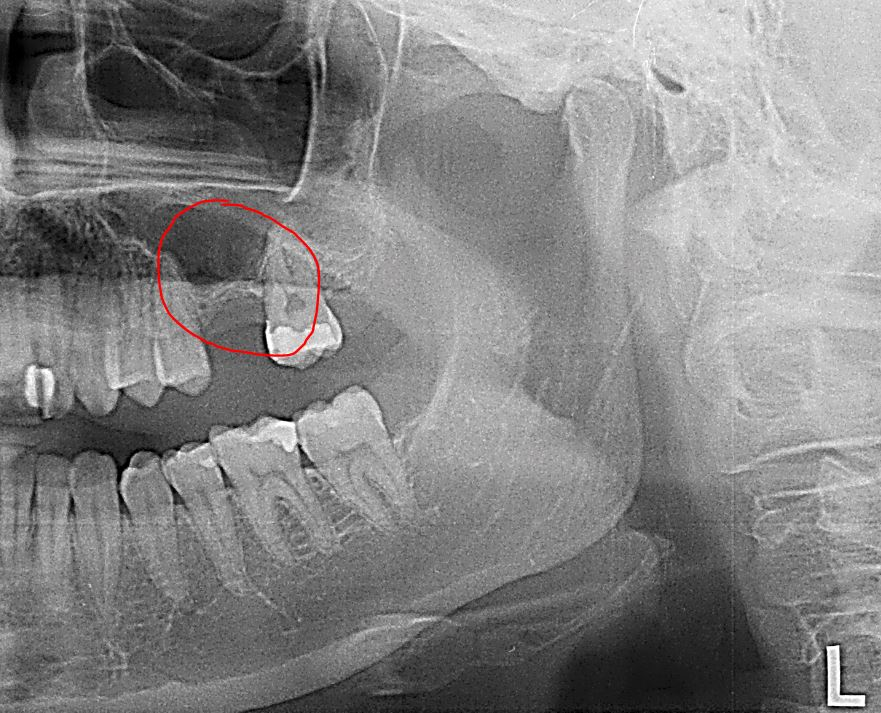
OPT vor externem Sinuslift und Implantation Regio 26
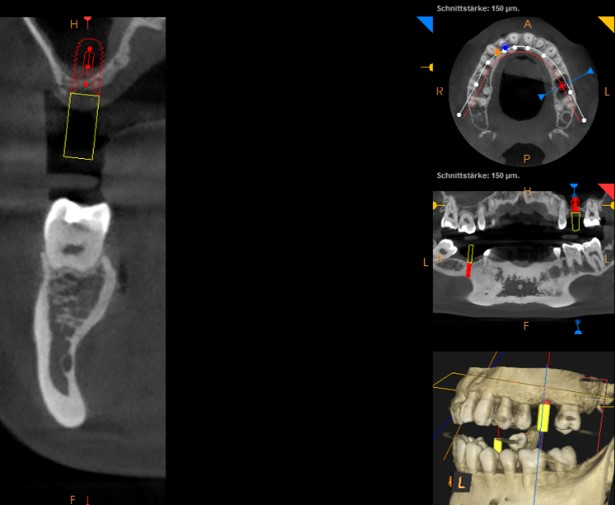
DVT Planung externer Sinuslift und Implantation Regio 26
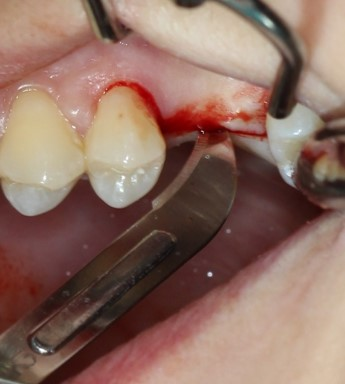
Externer Sinuslift mit Implantation Regio 26 – Kieferkammschnitt
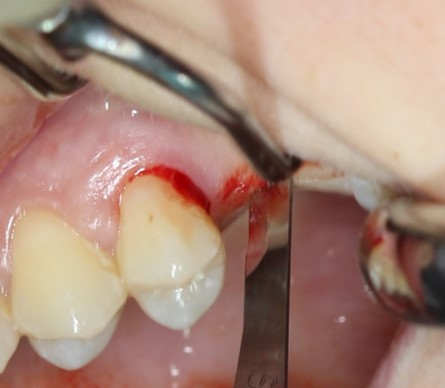
Externer Sinuslift mit Implantation Regio 26 – Kieferkammschnitt und Sulcusschnitt
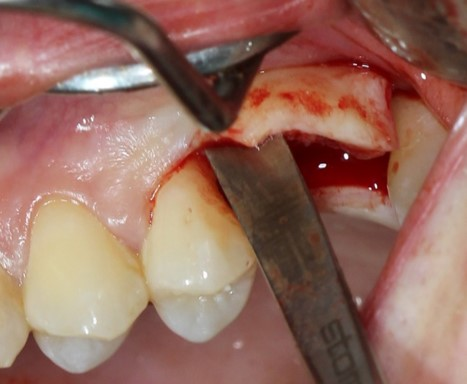
Externer Sinuslift mit Implantation Regio 26 – Mukoperiostlappen
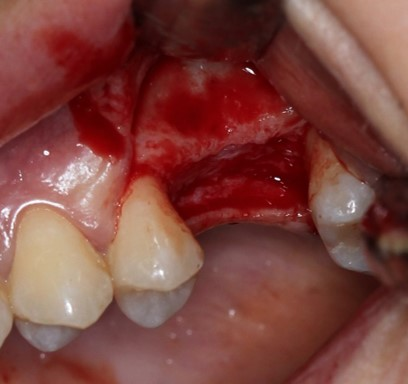
Externer Sinuslift mit Implantation Regio 26 – Darstellung bukkale Sinuswand
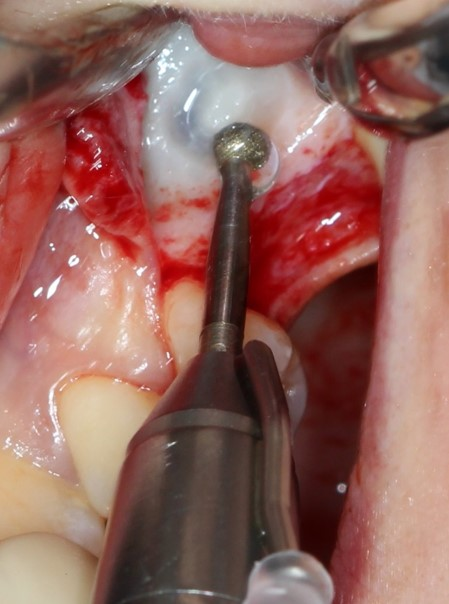
Externer Sinuslift mit Implantation Regio 26 – Präparation bukkales Knochenfenster Sinus
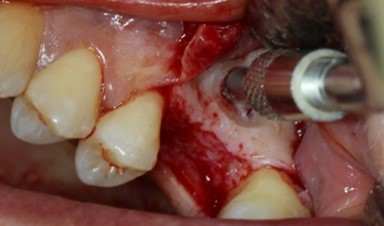
Externer Sinuslift mit Implantation Regio 26 – Eröffnung bukkales Knochenfenster mit Stössel
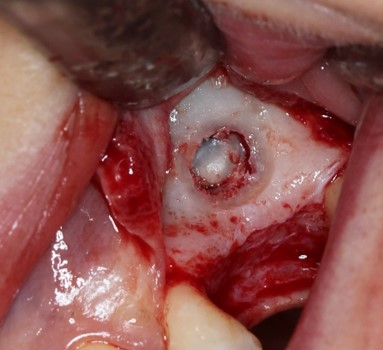
Externer Sinuslift mit Implantation Regio 26 – Eröffnung bukkales Knochenfenster ohne Perforation
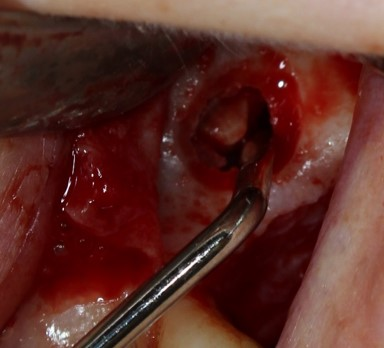
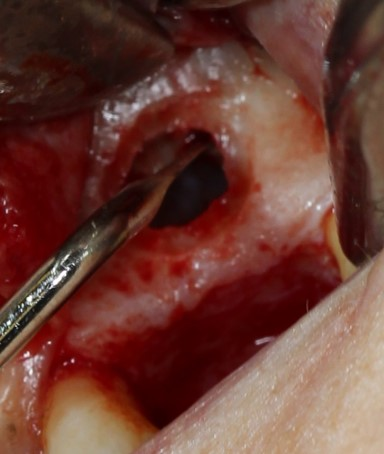
Externer Sinuslift mit Implantation Regio 26 – Präparation Kieferhöhlenschleimhaut ohne Perforation
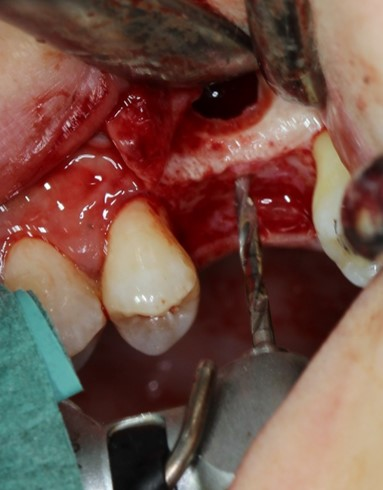
Externer Sinuslift mit Implantation Regio 26 – Bohrung Implantatkavität mit Pilotbohrer
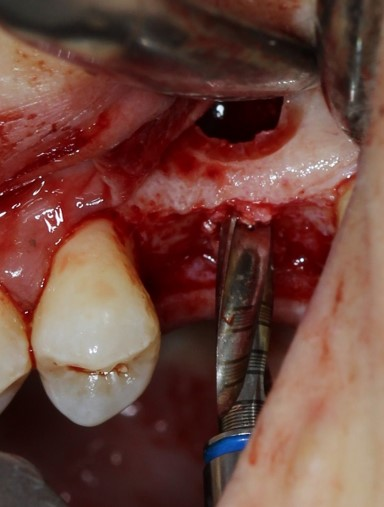
Externer Sinuslift mit Implantation Regio 26 – Bohrung Implantatkavität mit dickerem Bohrer
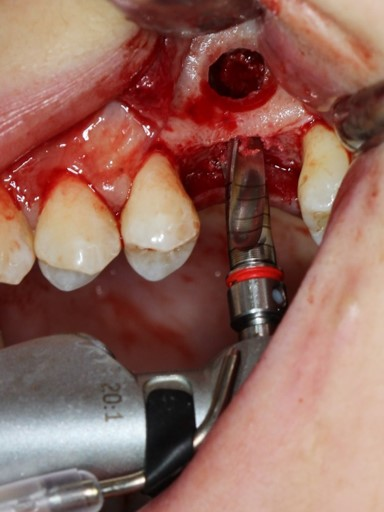
Externer Sinuslift mit Implantation Regio 26 – Bohrung Implantatkavität mit letztem Bohrer
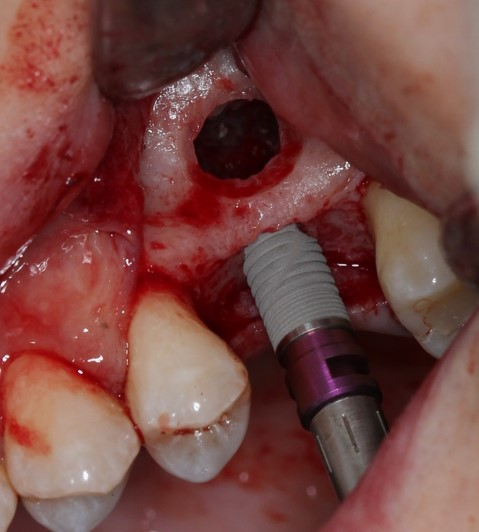
Externer Sinuslift mit Implantation Regio 26 – Eindrehen des Implantates
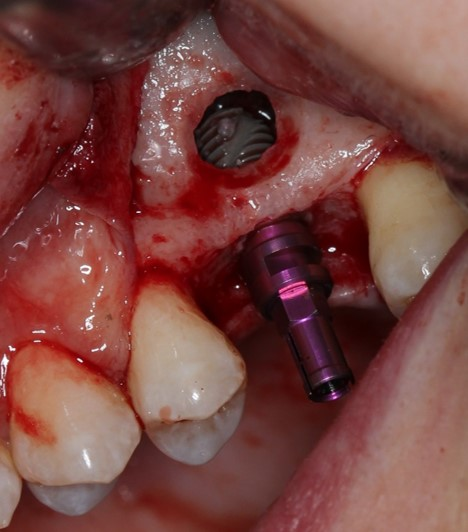
Externer Sinuslift mit Implantation Regio 26 – Eingedrehtes Implantat mit Einschraubpfosten
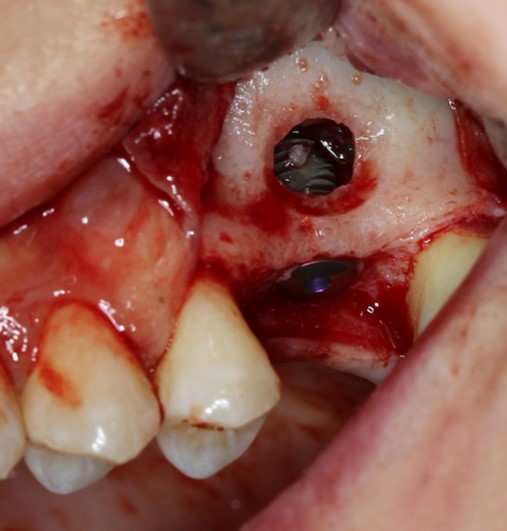
Externer Sinuslift mit Implantation Regio 26 – Eingedrehtes Implantat mit Einheilschraube
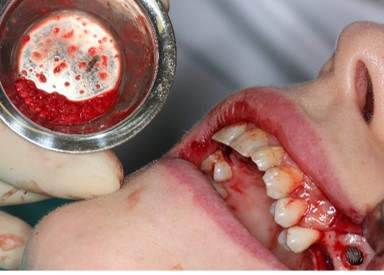
Externer Sinuslift mit Implantation Regio 26 – Knochenaufbau mit Eigenknochen (aus Bohrspänen)
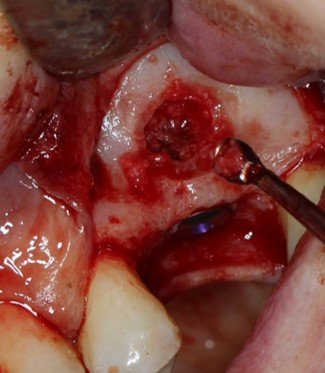
Externer Sinuslift mit Implantation Regio 26 – Knochenaufbau mit Eigenknochen
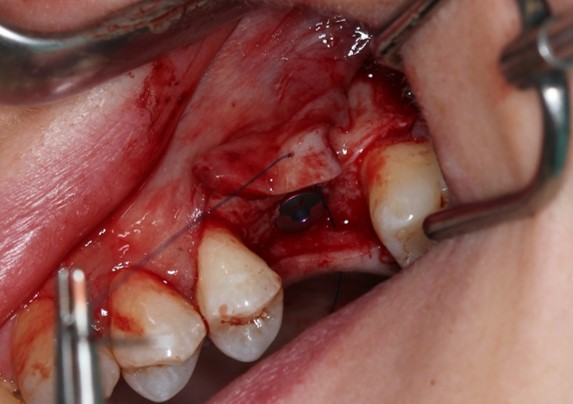
Externer Sinuslift mit Implantation Regio 26 – Vernähen des Zahnfleisches
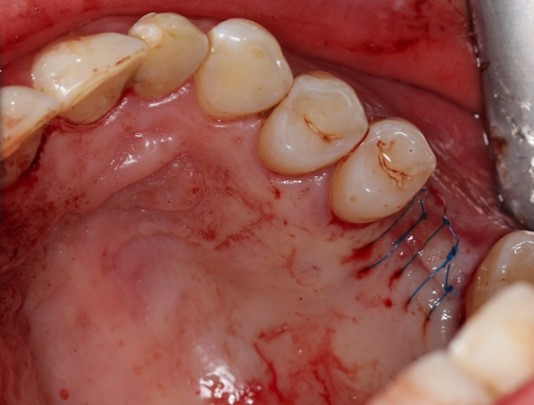
Externer Sinuslift mit Implantation Regio 26 – Vernähte Gingiva nach Abschluss
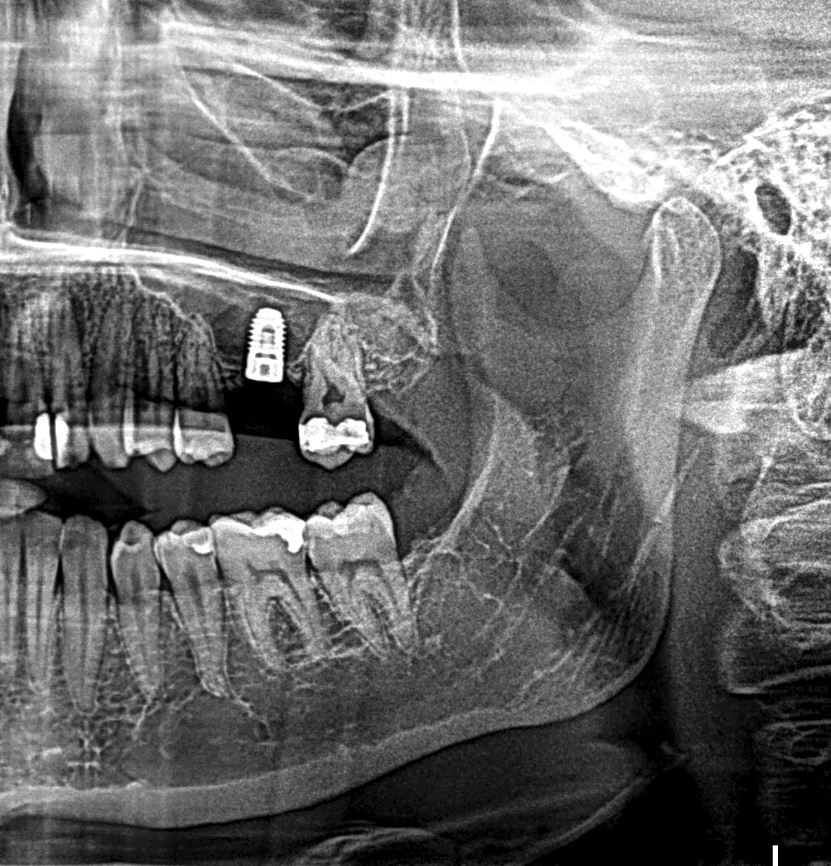
Zahnimplantat Regio 26 unmittelbar nach Implantation und simultanem externem Sinuslift

### Indirekter Sinuslift
Hierbei wird das Bohrloch des zylindrischen Implantatlagers bis dicht an die Innenauskleidung der Kieferhöhle vorangebracht und dann mit einem anderen Instrument mechanisch mit leichten Hammerschlägen angehoben. Anschließend wird das Bohrloch mit Fremdmaterial oder Eigenknochen-Spänen (Bröseln) angefüllt, sodass sich mit Einbringen des Implantatkörpers das Material unterhalb der Innenschleimhaut der Kieferhöhle ausbreiten kann. Hierdurch wird der anderenfalls in der Luft der Kieferhöhle stehende Anteil des Implantates mit Material umgeben, das dann ebenso wie beim direkten Sinuslift den biochemischen Zersetzungsmechanismen bei gleichzeitigem Ersatz durch natürlichen Knochen unterliegt.

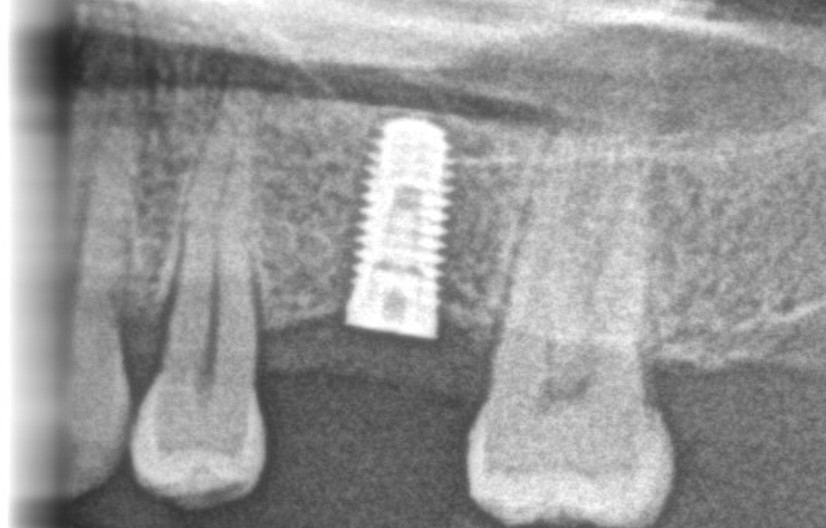
Röntgenbild eines Zahnimplantates in Regio 26 unmittelbar nach internem Sinuslift

Dieses Verfahren setzt eine gewisse Dicke der Schicht des Kieferhöhlenbodens voraus (min 4 mm), während das direkte Verfahren bis weit unter 1 mm Schichtdicke durchführbar ist.

### Indirekter Sinuslift (nach R. M. Frey)
Mit einem Skalpell wird das Zahnfleisch am Oberkiefer eingeschnitten. Das Gewebe wird angehoben und der Knochen freigelegt. Mit Hilfe von Osteotomen wird ein Knochenblock mobilisiert, welcher nicht von der Schneiderschen Membran (Auskleidung des Sinus-Kieferhöhlenbodens) gelöst wird (vitaler Knochen). Die Schneidersche Membran wird mit dieser Methode angehoben, ohne sie mit den Instrumenten zu verletzen. In derselben Operation wird ein konisches Implantat aus Reintitan inseriert. Durch den Konus werden die Seitenwände des Oberkieferknochens komprimiert und das Implantat erhält seine Primärstabilität. Durch das Blut-Knochenspäne Gemisch und den vitalen Knochenblock verkürzt sich die Osseointegrationszeit. Knochenersatzmaterialien kommen bei dieser Methode nicht zur Anwendung. Dieses Verfahren kann bei einer Restknochenhöhe des Kieferhöhlenbodens ab 1 mm durchgeführt werden.

### Transkrestale Antro Membrano Plastie (Ballonverfahren) (nach Benner, Bauer, Heuckmann)
Bei diesem Verfahren handelt es sich um eine speziell entwickelte Technik, um die Kieferhöhlenschleimhaut mittels eines flüssigkeitsgefüllten Ballonkatheters minimalinvasiv (d. h. mit geringstem Weichteilschaden) vom knöchernen Boden der Kieferhöhle abzulösen. Hierbei wird ähnlich dem indirekten Sinuslift transkrestal (durch den Kieferkamm) operiert. Mit einem kontrollierbaren Bohrsystem wird bis ca. 1 mm an den Boden der Kieferhöhle gebohrt. Danach wird mittels eines speziellen Osteotomes der restliche Knochen (ca. 1 mm) in Richtung Kieferhöhle vorgeschoben. Dabei bleibt die Kieferhöhlenschleimhaut unbeschädigt. Die Ablösung dieser Schleimhaut vom Boden der Kieferhöhle erfolgt dann mit einem flüssigkeitsgefüllten Ballonkatheter. Durch kontrollierbares Auffüllen des Ballons kann das Volumen und die Ablösehöhe der Schleimhaut genau bestimmt werden. Dieser neugeschaffene Raum wird ähnlich dem indirekten Sinuslift über den Zugang durch den Kieferkamm mit Knochenaufbaumaterial angefüllt.
Dieses Verfahren kann unabhängig von der Höhe des Kieferknochens durchgeführt werden und ist sehr schonend für den Patienten.

## Kosten-Nutzen-Betrachtung
Die etwas höhere klinische Erfolgsrate (Implantat-Überlebensdauer) des direkten Sinuslifts relativiert sich bei Berücksichtigung der wesentlich höheren Kosten im Vergleich zum indirekten Sinuslift. Aus Patientensicht dürfte zusätzlich auch die höhere Invasivität des direkten Sinuslifts ein wichtiges Entscheidungskriterium sein. Allerdings ist ein indirekter Sinuslift nur bei ausreichender Restknochenhöhe erfolgversprechend.